# Zavarivanje elektronskim snopom
Zavarivanje elektronskim snopom je vrsta zavarivanja taljenjem (energijom zračenja) fokusiranim snopom elektrona. Kinetička energija elektrona koji se ubrzavaju u električnom polju visokog napona (od 15 000 do 600 000 V) pretvara se u toplinu koja tali metal. Zavarivanje se većinom izvodi u vakuumskoj komori (obujma od stotinjak kubičnih metara). Veći se zavarivani komadi zavaruju i u vakuumskim uvjetima ili na zraku. Snage su uređaja za zavarivanje elektronskim snopom od nekoliko W do 200 000 W za industrijsku upotrebu, a za pokusne svrhe i do 600 000 W. Gustoća energije se kreće od 0,5 do 10 kW/mm2.
Zavarivanje elektronskim snopom se primjenjuje za zavarivanje pogonskih sustava reaktivnih motora putničkih zrakoplova (isključivo samo elektronskim snopom), u industriji osobnih automobila (dijelovi karoserije, zupčanici) i kamiona (klipovi, pogonski kotači), u nuklearnoj i svemirskoj tehnici i drugdje. Mogu se zavarivati komadi čelika sve do debljina od nekoliko stotina milimetara. Koristi se za zavarivanje teško taljivih metala, npr. volfram, molibden, tantal, niobij, te metala koji lako oksidiraju npr. titanij, berilij, cirkonij. Koristi se i kod spajanja aluminija, standardnih čelika i keramike. Ne koristi se dodatni materijal. To je vrlo skup postupak, pa se koristi samo pri izradi određenih proizvoda.